# Henrique Pacheco
Henrique Sampaio Pacheco (São Paulo, 28 de setembro de 1951) é um advogado e político brasileiro.

## Biografia
Formado no curso de Direito, Pacheco iniciou sua militância política representando juridicamente movimentos sociais em São Paulo.
Foi eleito vereador da cidade de São Paulo pelo Partido dos Trabalhadores (PT) pela primeira vez no ano de 1988, sendo reeleito três vezes consecutivas para o cargo. No ano de 1998, foi eleito Deputado estadual de São Paulo com 31.016 votos.
No ano de 2002, recebeu 51.764 votos, porém ficou com vaga de suplente. Em 2006, candidatou-se novamente para cargo e novamente foi eleito para suplência.

### Desempenho eleitoral
| Ano  | Cargo                          | Votos  | Resultado | Ref.  |
| ---- | ------------------------------ | ------ | --------- | ----- |
| 1988 | Vereador de São Paulo          | 18.464 | Eleito    | [ 9 ] |
| 1992 | Vereador de São Paulo          | 12.549 | Eleito    | [ 9 ] |
| 1996 | Vereador de São Paulo          | 20.987 | Eleito    | [ 9 ] |
| 1998 | Deputado estadual de São Paulo | 31.016 | Eleito    | [ 6 ] |
| 2002 | Deputado estadual de São Paulo | 51.764 | Suplente  | [ 7 ] |